# 垣屋恒総
垣屋 恒総（かきや つねふさ）は、安土桃山時代の武将、大名。豊臣氏の家臣。因幡国桐山城主。通称は新五郎。官位は隠岐守。

## 略歴
垣屋光成の子として生まれる。光成は但馬守護山名氏の家臣であったが、天正6年（1578年）頃より羽柴秀吉に臣従し、天正8年（1580年）、秀吉が因幡に侵攻した際には先鋒を務めて桐山城主となった。
その後、恒総は天正18年（1590年）の小田原征伐に従軍し、文禄元年（1592年）の文禄の役では軍役として400人を課せられた。戦後、隠岐守に叙任され、因幡国浦住に1万石を与えられた。
文禄3年（1594年）の春には伏見城の普請を分担し、慶長3年（1598年）に秀吉が死去した際には遺物長光の刀を受領した。
慶長5年（1600年）の関ヶ原の戦いでは石田三成の誘いに応じて木下重堅とともに西軍に与し、伏見城の戦いや大津城の戦いに参加した。しかし本戦で西軍が敗れると高野山の千手院に逃れて自害し、遺髪は長安寺に葬られた。
なお垣屋氏は、東軍についた三男家（駿河守家）の家系が脇坂氏の家老として仕えた。また、孫の吉綱が御三家紀伊家に取り立てられ、同藩の重臣として垣屋宗家の家名を残している。

## 血縁
- 曽祖父：垣屋続成
- 祖父：垣屋続貫
- 父：垣屋光成
  - 子：垣屋光教
- 駿河守家（三男家と呼ばれる）：垣屋豊続